# آزمایش همنوایی اش

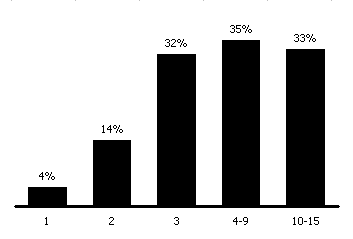
نمودار نتیجه آزمایش همنوایی اش - زیر ۱۵ سال

در روان‌شناسی آزمایش همنوایی اش (انگلیسی: Asch conformity experiments) به مجموعه آزمایش‌هایی ارجاع دارد که توسط سالومون اش برای بررسی اینکه افراد به چه میزان از گروه اکثریت اطاعت می‌کنند یا در مقابل آن مقاومت می‌کند و اثر چنین تأثیراتی بر باورها و عقاید چیست اشاره دارد.
طراحی شده در سال ۱۹۵۰، این متدولوژی همچنان توسط بسیاری از پژوهشگران دارای استفاده است. کاربردهای آن شامل بررسی اثرات اهمیت وظیفه، سن، جنسیت و فرهنگ بر همنوایی است.